# Kozlovice (okres Frýdek-Místek)
Kozlovice (německy Potzmannsdorf) jsou obec v Moravskoslezském kraji, asi 7 km severovýchodně od Frenštátu pod Radhoštěm a 15 km jihozápadně od Frýdku-Místku v údolí řeky Ondřejnice. Žije zde přibližně 3 100 obyvatel.
Obec leží v předhůří Beskyd, lemována kopci Tábor a Strážnice a pohořím Ondřejníků. Sousedí s obcemi Kunčice pod Ondřejníkem, Mniší (Kopřivnice), Čeladná, Lhotka (okres Frýdek-Místek), Tichá, Palkovice a Hukvaldy. Částí obce jsou i Měrkovice.

## Název
V nejstarším dokladu z roku 1294 je vesnice zapsána jako Pozmansdorff (v roce 1400 pak v podobě Pokmansdorf). České Kozlovice je doloženo od 1359, bylo odvozeno od osobního jména Kozel a znamenalo "Kozlovi lidé". Význam německého jména (snad je v jeho začátku obsaženo Bock - "kozel") a jeho vztah k českému je nejasný.

## Historie
První písemná zmínka o obci pochází z roku 1294. Historicky se jedná vesnici ležící na hranici mezi Lašskem a Valašskem. Pro Valašsko hovoří fakt, že zde sídlil Valašský vojvoda, pro Lašsko zase skutečnost, že Leoš Janáček zde sbíral podklady pro své Lašské tance.

## Části obce
- Kozlovice
- Měrkovice

## Vybavenost obce
V obci se nachází kostel sv. Michala, obecní úřad, fotbalové hřiště, hasičská zbrojnice, sportovní a relaxační centrum a několik různých restauračních zařízení.
Vodní mlýn z 16. století s 250 m dlouhým náhonem a plně funkčním mlýnským kolem byl rekonstruován a nyní slouží především jako hostinec a restaurace. Najdete zde ale také malé muzeum mlynářských artefaktů nebo dobové expozice ze statků našich dědečků a kuchyní našich babiček.
V katastrálním území obce se nalézají přírodní rezervace Rybníky, přírodní památka Pod Hukvaldskou oborou a zasahuje do něj část přírodní památky Hukvaldy.
Od roku 2006 vede na Skalce nad obcí Křížová cesta.

## Obyvatelstvo

Věková struktura obyvatel obce Kozlovice roku 2011

## Kultura a sport
Mezi kulturní složky obce patří folklorní soubory Valášek a Valašský vojvoda. Dlouhodobou tradici zde mají místní divadelní ochotníci. Nedílnou součástí je i místní sbor dobrovolných hasičů.